# Der er et yndigt land
Der er et yndigt land (C'è una terra adorabile) è l'inno nazionale civile della Danimarca. Se la famiglia reale è presente, viene usato un altro inno, Kong Christian stod ved højen mast ("Re Cristiano stava sull'albero maestro").

## Storia
Questo inno, detto "Inno reale", venne realizzato nel 1780 su testo di Johannes Ewald (1743-1781) e musicato da Ludvig Rogert (1742-1811) con un tema nobile e solenne. Questo inno è considerato tuttora in vigore ed alternativo all'altro, anche all'estero. Si può in sostanza dire che la Danimarca possiede due inni nazionali.
Il testo del nuovo inno fu scritto nel 1819 da Adam Oehlenschläger (1779-1850), il massimo letterato danese, che partecipò ad un concorso per la realizzazione di un inno nazionale sul motto di Orazio Ille terrarum mihi praeter omnes angulus ridet. La prima versione aveva dodici strofe, ma poi è stata accorciata, mantenendo solo la prima, la terza, la quinta e l'ultima. La musica fu composta nel 1820 da Hans Ernst Krøyer(1798-1879), una melodia al tempo stesso gentile e nobile. Però fu appena nel 1844, quando fu cantato in un meeting di 12.000 persone che fu reso ufficiale, realizzando una ideale unione fra popolo e monarchia.
Più tardi Thomas Laub e Carl Nielsen proposero altre versioni, che restarono però nel cassetto.

## Testo originale e traduzione
Der er et yndigt land
Der er et yndigt land,

det står med brede bøge

nær salten østerstrand;

nær salten østerstrand;

det bugter sig i bakke, dal,

det hedder gamle Danmark,

og det er Frejas Sal

og det er Frejas Sal

 

Der sad i fordums tid

de harniskklædte kæmper,

udhvilede fra strid;

udhvilede fra strid;

så drog de frem til fjenders mén

nu hvile deres bene

bag højens bautasten

bag højens bautasten

 

Det land endnu er skønt,

thi blå sig søen bælter,

og løvet står så grønt;

og løvet står så grønt;

og ædle kvinder, skønne mø'r

og mænd og raske svende

bebo de danskes øer

bebo de danskes øer

 

Hil drot og fædreland!

Hil hver en danneborger,

som virker, hvad han kan!

som virker, hvad han kan!

Vort gamle Danmark skal bestå,

så længe bøgen spejler

sin top i bølgen blå

sin top i bølgen blå
C'è una terra adorabile C'è una terra adorabile,

sta con ampi faggi

vicino alla salina spiaggia di levante;

vicino alla salina spiaggia di levante;

si snoda tra valli e colline,

si chiama vecchia Danimarca,

ed è dimora di Freya

ed è dimora di Freya.

  

Là in tempi atavici, sedettero

i guerrieri fasciati d'armatura;

dalle battaglie a riposare,

dalle battaglie a riposare,

e si spinsero avanti fino alle offese del nemico,

ora riposano le loro spoglie

sotto pietre sepolcrali

sotto pietre sepolcrali

Questa terra è ancora bella;

poiché il mare blu l'abbraccia,

e il fogliame si mostra così rigoglioso,

e il fogliame si mostra così rigoglioso,

e nobili donne, belle pulzelle

e uomini e garzoni vigorosi

abitano le isole di Danimarca

abitano le isole di Danimarca.

  

Salve alla corona e alla patria!

Salve a ogni singolo compatriota,

che s'adopera, come può!

che s'adopera, come può!

La nostra vecchia Danimarca dovrà perdurare,

fino a quando la sommità del faggio

si specchierà nel blu dell'onda

si specchierà nel blu dell'onda.»

## Le isole Faer Oer / Foroyar
Danesi dal 1397 cioè dall'Unione di Kalmar, queste isole lontane, fuori dal mondo, a metà strada fra Scozia e Islanda, colonizzate da antichi norvegesi, hanno visto nel periodo fra le due guerre mondiali il sorgere di un movimento indipendentista, che nel 1945 dichiarò l'indipendenza. La Danimarca non accettò questo fatto, perché arbitrario e non votato dal popolo; nel referendum che ne seguì la maggioranza preferì rimanere danese, per evitare di perdere i finanziamenti che per legge danese sono dovuti ogni anno. Tuttavia nel 1948 fu concessa l'autonomia amministrativa, e le isole si munirono di una propria bandiera e di un proprio inno. Da allora la situazione è quella di "separati in casa". Le isole sono sempre più autonome (ad es. non hanno accettato di far parte della Comunità europea) ma la questione dei finanziamenti blocca l'idea dell'indipendenza, che la Danimarca concederebbe volentieri, anche per liberarsi di queste ingenti somme. La situazione è di stallo: entrambe le parti attendono la prima mossa dell'altra parte, mossa che finora nessuno vuol fare. In caso di indipendenza, i simboli delle isole, già ufficializzati da tanto tempo (i simboli danesi sono di fatto scomparsi) diverrebbero simboli nazionali.
L'inno, una gentile marcia, si intitola Tú alfagra land mítt (Tu beata terra mia), su testo di Símun av Skarði (1872-1942) musicato da Peter Alberg (1885-1940).